# Einfeldia longipes
Einfeldia longipes är en tvåvingeart som först beskrevs av Rasmus Carl Staeger 1839.  Einfeldia longipes ingår i släktet Einfeldia och familjen fjädermyggor. Inga underarter finns listade i Catalogue of Life.